# Griesbrücke

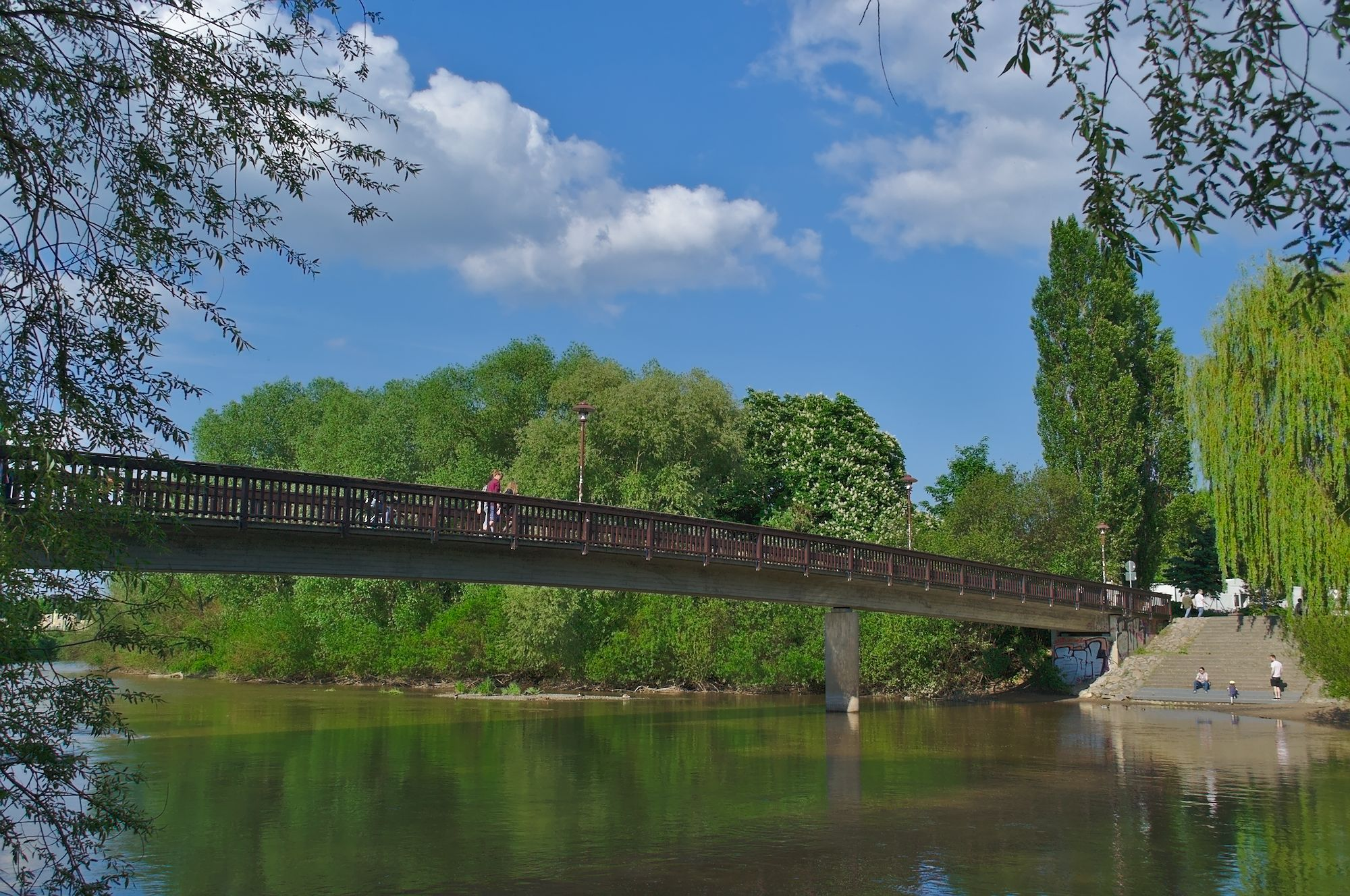
Griesbrücke im Jahr 2017

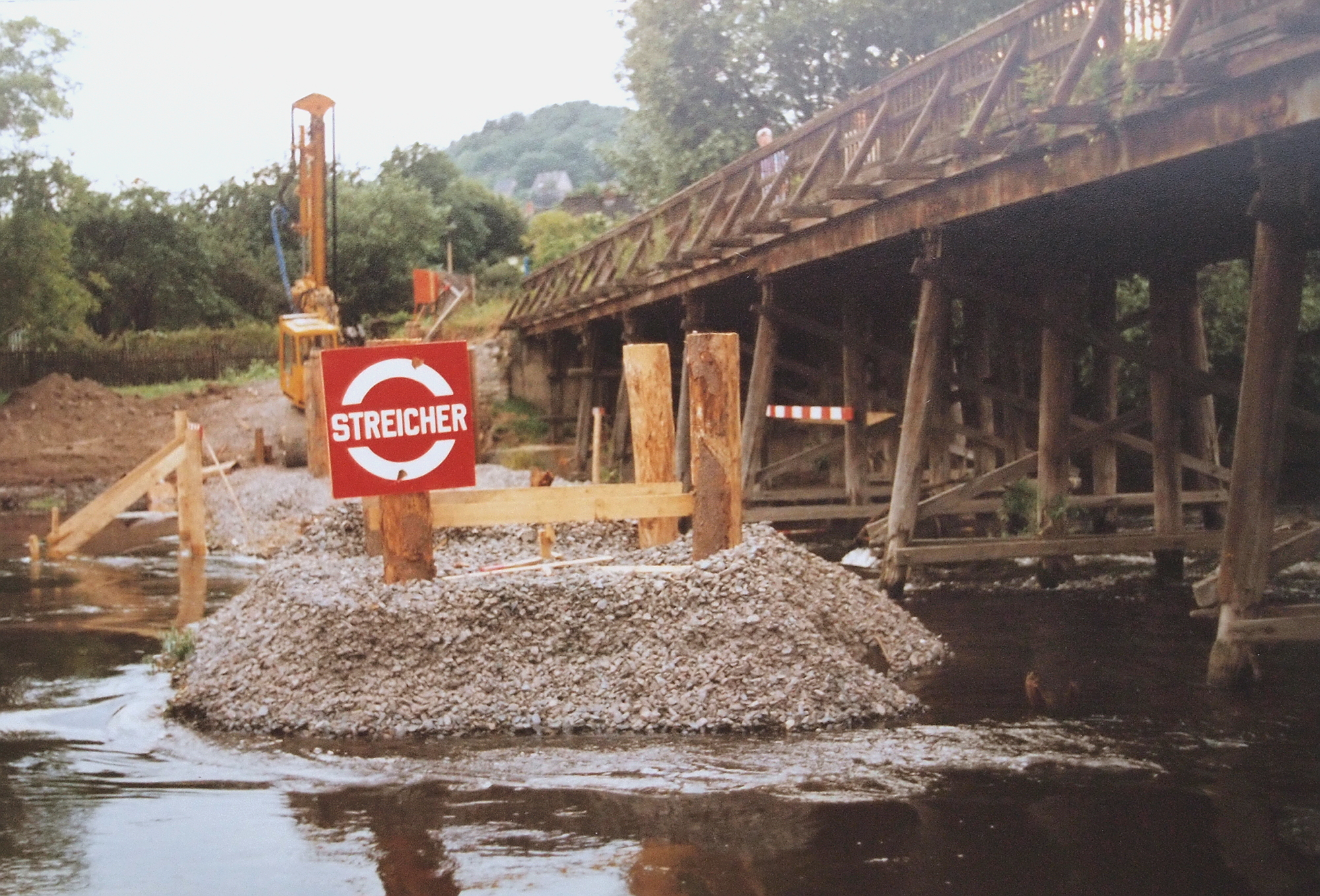
Baustelle der Griesbrücke im Jahr 1991, daneben der Vorgängerbau

Die Griesbrücke ist eine reine Fahrrad- und Fußgängerbrücke über die Saale im Norden von Jena. Sie verbindet Jena-Nord im Westen und Wenigenjena im Osten.

## Geschichte
Die heutige Griesbrücke besteht seit Anfang der 1990er Jahre. Sie hatte zwei hölzerne Vorgängerbauten: den Wiesensteg zwischen der Wiesenstraße und dem Wenigenjenaer Ufer, etwa 200 Meter flussabwärts der heutigen Brücke (Lage), und eine provisorische Brücke am heutigen Standort. In der Messtischblatt-Ausgabe um 1905 ist der Wiesensteg noch nicht enthalten, er taucht jedoch bereits in einem Stadtplan von 1910 auf. Weitere Fotos existieren beispielsweise von 1933 und als Luftbild der alliierten Streitkräfte vom 8. April 1945.
Im Luftbild vom 26. Mai 1953 ist die Brücke durch eine neue am heutigen Standort, ebenfalls in Holzbauweise, ersetzt.
Brücken dieser Bauart wurden von Pionieren der in der DDR stationierten sowjetischen Streitkräfte vielerorts als technische Hilfeleistung gebaut, wo eine geringe Tragfähigkeit ausreichte, da die Kapazitäten des DDR-Bauwesens zum Bau kleiner Brücken äußerst beschränkt waren. Da das Provisorium erneuerungsbedürftig war und bei Hochwasser üblicherweise komplett gesperrt werden musste, wurde nach der politischen Wende 1989 so bald wie möglich ein Neubau geplant. Dieser entstand innerhalb kurzer Zeit in Betonbauweise neben der alten Brücke, die danach demontiert wurde.

## Nutzung und Umgebung
Über die Brücke nehmen Fußgänger und Fahrradfahrer ihren Weg u. a. zwischen den Wohngebieten von Wenigenjena und dem Wenigenjenaer Ufer auf der einen und dem Gewerbegebiet Saalepark, dem Saalbahnhof und dem zum Stadtzentrum gehörenden Damenviertel auf der anderen Seite.
Auf der westlichen Seite trifft die Brücke mit Ampelanlage senkrecht auf die dort als B7 verlaufende Wiesenstraße und bildet für Fußgänger und Fahrradfahrer die Verlängerung der Löbstedter Straße. Bis zum Neubau der Wiesenstraße durch die Saaleaue war die stadtplanerische Verknüpfung der Griesbrücke mit der Eisenbahnunterführung für den Weg zum Damenviertel und zum Saalbahnhof noch deutlicher zu erkennen.
Auf der östlichen Seite mündet die Brücke in die verkehrsberuhigte Straße Am Gries und trifft gleichzeitig auf den großen Parkplatz Am Gries.

## Benachbarte Brücken
Stromaufwärts befindet sich die Camsdorfer Brücke, stromabwärts die (zweite) Wiesenbrücke (2002 errichtet).